# 国葬の日
『国葬の日』（こくそうのひ）は、2023年公開の日本のドキュメンタリー映画。監督は大島新。安倍晋三元首相の国葬が行われた2022年9月27日、東京や安倍の地元の山口県下関市など全国10カ所で、人々に国葬についてどう思うか聞いた記録映画である。

## 概要

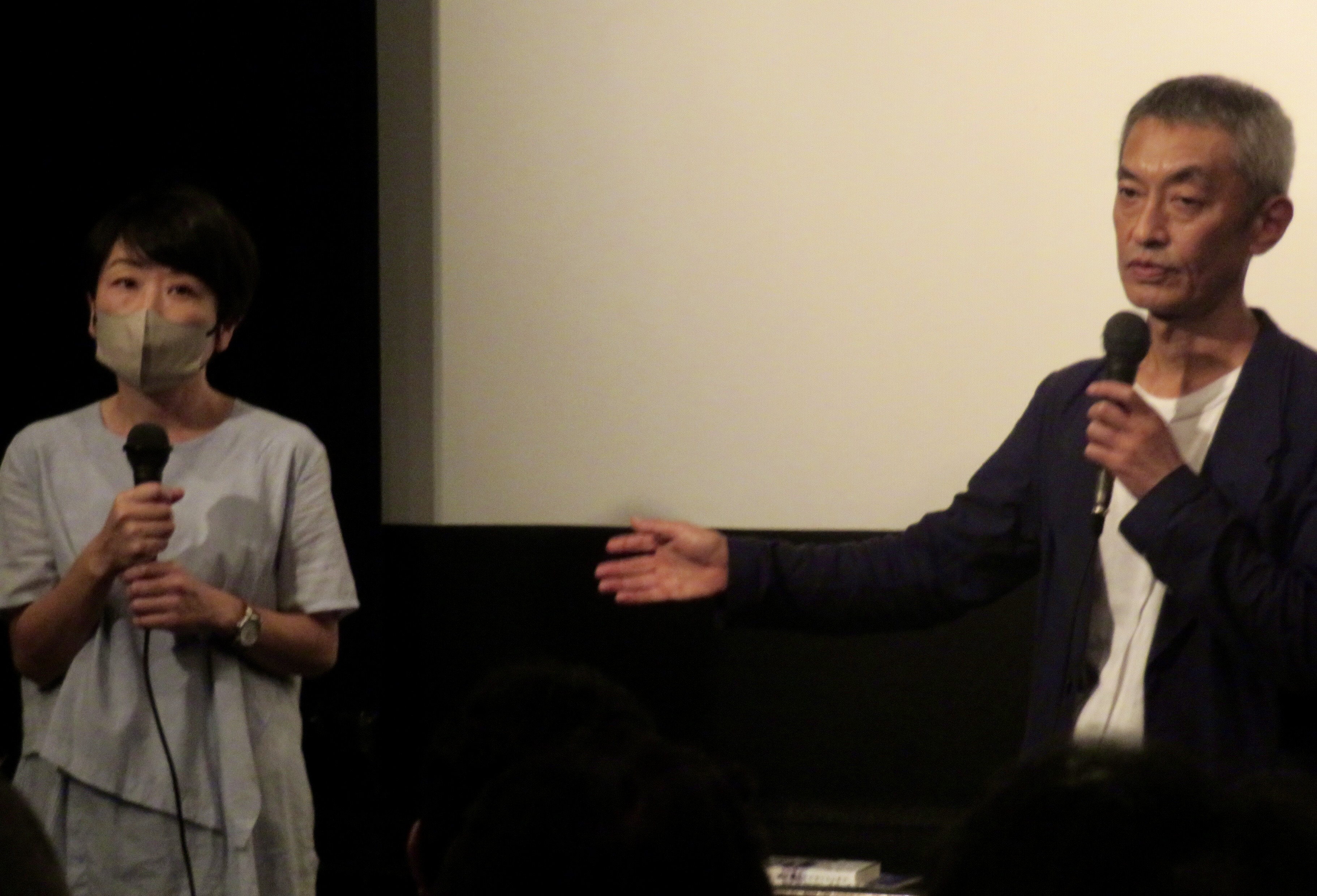
プロデューサーの前田亜紀と監督の大島新。『国葬の日』の舞台挨拶（2023年9月23日）。

2022年7月22日、日本政府は閣議で、9月27日に日本武道館で「故安倍晋三国葬儀」という名称で、暗殺された安倍晋三元首相の国葬を行うことを決定した。そして、安倍を含む自民党の議員と世界平和統一家庭連合（旧統一教会）の関係が次々と明るみになり、報道も過熱していった。8月に行われた共同通信、朝日新聞、毎日新聞、産経新聞などによる世論調査・アンケート調査では50％近くが「国葬反対」と回答しており、いずれの調査も反対は賛成を上回った。
映画製作会社「ネツゲン」のスタッフとして、それまで3本の大島新監督の映画でプロデューサーを務めてきた前田亜紀は「国葬で何かできませんかね。今の大島さんならやれることがあるんじゃないですか。少なくともこの日をきちんと記録しておいた方がいいじゃないですか」と何度か大島に提案した。しかし大島は「『とりあえず記録する』という自主映画っぽいノリ」になじめず、首を縦に振らなかった。
同年9月9日、足立正生が安倍晋三銃撃事件の被疑者（当時）をモデルにした映画を撮り、国葬の日に上映するというニュースが報じられた。これに対しSNSなどで批判の声が集中し、のちに抗議を受けて上映中止となった映画館も出た。このニュースが大島の気持ちに火を点けた。「83歳の老監督が批判を覚悟で映画を作ったのだから、私はドキュメンタリーの作り手として何かできないか・・・」
同年9月24日、突然「全国10か所で撮影。9月27日の1日だけを撮った映像で映画を作る」というアイデアが浮かび、大島は真夜中に前田プロデューサーに連絡。前田は場所の選定とカメラマン探しに奔走。前日夜までスタッフの機材の仕込みや、チケットの手配に追われる。結局、自身の担当撮影地である辺野古行きの26日の最終便を逃がし、翌27日午前3時半に自宅を出て、始発の飛行機に乗った。前田は記者の取材に対し次のように述べている。
撮影後、大島は編集前の映像素材を整理しているときに何度もため息がこぼれたという。東京新聞の取材に対し「想像はしていたが、確固たる考えのもとに意見を言う人が、想像通りすぎるほど少なかった」と明かしている。
2023年7月6日、映画のタイトルと内容、公開日などが正式に発表された。
同年9月16日、ポレポレ東中野で上映。以後、全国で順序公開された。

## タイムラインと撮影場所
映画は時間どおりに進行する。時刻と全国10か所の撮影場所は以下のとおり。ナレーションと音楽はない。
| 時刻  | 撮影場所                               | 内容 |
| ----- | -------------------------------------- | --- |
| 早朝  | 東京都                                 | 皇居付近。ランナー、出勤者、警官など。 |
| 9:45  | 山口県下関市                           | 同市東大和町1丁目にある安倍晋三事務所。雨の中、弔問に訪れた支援者は報道記者に囲まれる。 |
| 10:00 | 東京都台東区 京都市左京区              | 平安神宮前で屋台の後片付けをしていた男性は国葬に賛意をあらわした。浅草の人形焼き屋の店主は発言に慎重な態度を見せる。 |
| 11:43 | 沖縄県名護市                           | 普天間飛行場の代替施設が建設中の辺野古のゲート前。沖縄平和運動センター顧問の山城博治は「全国で（国葬）反対の声が上がっているから少しほっとしている」と答える。                                                                              |
| 12:40 | 北海道札幌市                           | ウェディング写真を撮る家族の男性、コールセンター勤務の男性2人などにインタビュー。 |
| 12:45 | 奈良県奈良市 広島県広島市 静岡県静岡市 | 事件現場である大和西大寺駅前。6月28日の生駒駅前での安倍の街頭演説を聞いたという大学生にインタビュー。台風15号（9月23日-24日）による水害に見舞われた静岡市清水区。復帰作業に従事するボランティアの静岡県立清水東高等学校のサッカー部員たち。 |
| 12:50 | 東京都                                 | 日比谷公園では落合恵子や鎌田慧が反対集会を行っている。 |
| 13:05 | 福島県南相馬市 福島県大熊町            | 南相馬市ではひ孫を見守る女性をインタビュー。ロシアのウクライナ侵攻や森友学園問題に言及。廃墟となった大熊町のスーパーマーケット「PLANT-4 大熊店」。「ホワイトデーフェア開催中！」のポップが映し出される。                                    |
| 14:00 | 東京都                                 | 国葬が開始。 |
| 14:02 | 東京都渋谷区                           | Loft9 Shibuyaで『REVOLUTION+1』のトークショー付き上映会が開催。武道館前から中継で挨拶をする足立正生監督。 |
| 14:13 | 山口県下関市                           | 市内の喫茶店。テレビで国葬の模様が中継される。 |
| 14:28 | 長崎県長崎市 奈良県奈良市              | 市内で反対集会が行われている。それを見た男性は「自分も反対ではあるけれど、反対するなら昨日まで。いざ始まってから反対したらみっともないだけだ」と言った。                                                                                    |
| 14:50 | 東京都                                 | 日比谷公園を13時に出発した国葬反対のデモは九段下交差点まで進んだ。『REVOLUTION+1』のイベント終了。持論を述べる足立。 |
| 15:00 | 沖縄県名護市                           | 辺野古近隣のカフェの店主は「今はもう全体的に諦めムード」という。 |
| 15:10 | 静岡県静岡市                           | 被害を受けた女性は清水東高の高校生たちに「帰りにラーメンでも食べて」と1万円札を取り出す。 |
| 15:15 | 福島県南相馬市                         | 女性が再び登場。犬の散歩をしながらかつて田畑だった土地をカメラマンに案内。 |
| 17:30 | 東京都                                 | 献花終了の予定時間を大幅に過ぎても人の列は途切れない。 |

## スタッフ
- 監督 - 大島新
- プロデューサー - 前田亜紀
- 撮影 - 大島新（東京）、三好保彦（東京）、田渕慶（下関）、石飛篤史（京都）、浜崎務（京都）、船木光（福島）、前田亜紀（沖縄）、越美絵（札幌）、石飛篤史（奈良）、浜崎務（奈良）、中村裕（広島）、込山正徳（静岡）、高澤俊太郎（長崎）
- 編集 - 宮島亜紀
- 監督補 - 船木光
- 整音・効果 - 高木創
- 宣伝美術 - 成瀬慧
- 宣伝 - 石原たみ
- 配給 - 東風
- 制作 - ネツゲン